# Ильинка (Белокалитвинский район)
Ильи́нка — хутор в Белокалитвинском районе Ростовской области.
Административный центр Ильинского сельского поселения.

## География
Хутор находится на берегу реки Березовая, к югу от границы с Тарасовским районом, на расстоянии 53 км (по дорогам) к северо-востоку от города Белая Калитва, административного центра района.

## История
Хутор основан в 1763 году. Носил наименование Греков. 14 мая 2016 года через хутор прошел смерч, вызвавший многочисленные повреждения. Повалены ограждения, 50 деревьев и 24 опоры ЛЭП, разрушены 103 крыши жилых домов, повреждена техника.

## Население
| 1989 | 2002  | 2010  |
| ---- | ----- | ----- |
| 1290 | ↘1220 | ↘1167 |

## Улицы
| - ул. Вдовенко, - ул. Гагарина, - пер. Комсомольский, - ул. Корчагина, - ул. Красноармейская, - ул. Ленина, | - ул. Мичурина, - ул. Набережная, - ул. Новая, - ул. Октябрьская, - ул. Первомайская, - пер. Пионерский, | - ул. Садовая, - ул. Советская, - ул. Центральная, - ул. Школьная, - ул. Юбилейная, - ул. Южная. |

## Известные уроженцы
- Вдовенко, Иван Тимофеевич (1920—1941) — советский военнослужащий, младший лейтенант, Герой Советского Союза.